# Halysidota enricoi
Halysidota enricoi là một loài bướm đêm thuộc phân họ Arctiinae, họ Erebidae.